# 고자와역
고자와역(일본어: 小沢駅 코자와에키[*])은 일본 홋카이도 이와나이 군 교와정에 있는 홋카이도 여객철도 하코다테 본선의 철도역이다. 예전에는 급행 니세코와 라이덴 등이 정차했던 적이 있었으며, 이와나이 선이 접속했었다. 굿찬역에서 관리하는 무인역이다.

## 역 구조
1면 2선의 섬식 승강장이 있는 지상역이다. 예전에는 많은 측선들이 있었으며, 그 때문에 승강장과 역사 사이에는 선로를 걷어낸 공간이 넓게 있으며, 과선교가 매우 길다. 승강장은 2번과 3번으로 매겨져있으며, 1번 승강장은 예전에 사용되던 이와나이 선 승강장의 번호였다.
역사는 새로 간소하게 세워진 것이며, 이전에 사용되던 역사는 이보다 더 중후한 역사였다. 과선교는 다시 세워지지 않았기에, 과선교에서 그 흔적을 찾아 볼 수 있다.

### 승강장
| 2 | ■ 하코다테 본선 | 오타루 · 데이네 · 삿포로 방면 |
| 3 | ■ 하코다테 본선 | 굿찬 · 오샤만베 방면          |

## 역 주변
- 교와 정사무소 고자와 출장소
- 이와나이 경찰서 고자와 주재소
- 고자와 우체국
- 고자와 체육관
- 와이스 온천

## 역사
- 1904년 7월 18일 - 홋카이도 철도의 일반역으로 개업.
- 1907년 7월 1일 - 홋카이도 철도 국유화.
- 1912년 11월 1일 - 이와나이 경편선 개통.
- 1922년 9월 2일 - 이와나이 경편선이 이와나이 선으로 개칭됨.
- 1982년 3월 1일 - 화물 취급 폐지.
- 1984년 2월 1일 - 수하물 취급 폐지 및 이와나이 선 영업 중지.
- 1987년 4월 1일 - 일본국유철도 분할 민영화로 홋카이도 여객철도가 계승.
- 1992년 4월 1일 - 간이 위탁 폐지, 완전 무인화.
- 2007년 10월 - 역 번호 부여. S22.

## 인접한 역
| 홋카이도 여객철도 하코다테 본선 | 홋카이도 여객철도 하코다테 본선 | 홋카이도 여객철도 하코다테 본선 |
| ------------------------------- | ------------------------------- | ------------------------------- |
| S23 굿찬 오샤만베 방면          | ■ 하코다테 본선                 | S21 긴잔 오타루 방면            |